# 口吉川町里脇
口吉川町里脇（くちよかわちょうさとわき）は、兵庫県三木市にある大字。郵便番号は673-0751。

## 地理
- 口吉川地区の東側に位置している。由来はこの付近に集落が形成され、里の脇の荒地であったことから、この地には開拓されて、周囲の人たちが呼んだことから名付けられた。[4][4]東側は吉川町上松・西側は口吉川町槙、口吉川町吉祥寺・南側は吉川町田谷、吉川町湯谷・北側は口吉川町久次と接する。

## 歴史
- 1954年6月1日 - 三木市を新設し、三木市口吉川町里脇になる。

### 字域の変遷
| 実施前                 | 実施年       | 実施後             |
| ---------------------- | ------------ | ------------------ |
| 美嚢郡口吉川村大字里脇 | 1954年6月1日 | 三木市口吉川町里脇 |

## 世帯数と人口
2022年（令和4年）2月28日現在の世帯数と人口は以下の通りである。
| 町丁         | 世帯数 | 人口  |
| ------------ | ------ | ----- |
| 口吉川町里脇 | 42世帯 | 104人 |

## 小・中学校の学区
市立小・中学校に通う場合、学区は以下の通りとなる。
| 番地 | 小学校               | 中学校             |
| ---- | -------------------- | ------------------ |
| 全域 | 三木市立口吉川小学校 | 三木市立星陽中学校 |

## 交通
地内に公共交通機関は通っていない

## 施設
- 里脇公民館
- 里脇観光ぶどう園